# Фитценхаген, Вильгельм
Карл Фри́дрих Ви́льгельм Фи́тценхаген (в России был известен также как Василий Фёдорович; нем. Karl Friedrich Wilhelm Fitzenhagen; 15 сентября 1848, Зезен — 2 [14] февраля 1890, Москва) — немецкий виолончелист и музыкальный педагог, работавший в России.
Родился в семье музыканта, с пяти лет начал обучаться игре на фортепиано, с восьми — на виолончели, с одиннадцати — на скрипке, а также на духовых инструментах. Среди педагогов Фитценхагена был Август Теодор Мюллер. В четырнадцать лет Фитценхаген впервые выступил как солист-виолончелист, а через некоторое время при поддержке влиятельных особ смог поехать в Дрезден, где совершенствовался у Фридриха Грютцмахера. В 1868 он был принят в Дрезденскую придворную капеллу и начал активно выступать как солист, а через два года получил приглашения сразу от двух крупнейших музыкантов того времени: Листа на работу в Веймар и Н. Г. Рубинштейна в Москву. Виолончелист выбрал второй вариант и стал профессором класса виолончели в Московской консерватории.
Вскоре Фитценхаген заслужил славу одного из наиболее выдающихся виолончелистов и педагогов в России (среди его учеников — Анатолий Брандуков). Он получил место концертмейстера виолончельной группы симфонических концертов Русского музыкального общества, а также играл в струнном квартете при нём. К этому времени относится знакомство музыканта с П. И. Чайковским, переросшее в крепкую дружбу. С участием Фитценхагена были впервые исполнены все три квартета композитора (1871—1876) и его же Фортепианное трио Op. 50 (1882).
В 1876 Чайковский написал для Фитценхагена Вариации на тему рококо для виолончели с оркестром. Премьера сочинения состоялась 30 ноября 1877 в концерте Русского музыкального общества под управлением Н. Рубинштейна. В дальнейшем, исполняя это сочинение, Фитценхаген слегка изменил сольную партию виолончели, переставил местами вариации, а финал почти полностью переписал. Несмотря на недовольство композитора, эта версия была напечатана в 1889 году и прочно вошла в репертуар виолончелистов. Лишь в 1950-е годы Святослав Кнушевицкий исполнил оригинальную версию этого сочинения.
Фитценхагену принадлежит четыре концерта для виолончели с оркестром и различные камерные сочинения. В 2004 году альбом с произведениями Фитценхагена записал немецкий виолончелист Йенс Петер Майнц, отмечавший: «Услышав его второй концерт для виолончели с оркестром, спрашиваешь себя, почему эта работа не стала частью стандартного виолончельного репертуара: она полна красок, виртуозна и демонстрирует авторскую индивидуальность на всём своём протяжении».